# Сюй Цзіцзе
Сюй Цзіцзе (27 квітня 1988) — тайванський плавець.
Учасник Олімпійських Ігор 2008, 2012 років.